# White House Down
White House Down (titulada: Asalto al poder en España, El ataque en Colombia y La caída de la Casa Blanca en México y Argentina) es una película de acción y suspenso estadounidense dirigida por Roland Emmerich, trata sobre el asalto a la Casa Blanca por un grupo paramilitar. El guion fue escrito por James Vanderbilt y está protagonizada por Channing Tatum, Jamie Foxx y Maggie Gyllenhaal. La película se estrenó el 28 de junio de 2013.

## Argumento
El presidente de Estados Unidos, James Sawyer, hace una controvertida propuesta para firmar un acuerdo de paz con otras naciones para retirar fuerzas militares del Medio Oriente. John Cale, ex veterano de la Marina de los EE. UU. divorciado, trabaja como oficial de la Policía del Capitolio asignado al presidente de la Cámara de Representantes, Eli Raphelson, a cuyo sobrino salvó mientras servía en Afganistán. Cale espera impresionar a su hija Emily entrevistándola para el Servicio Secreto y consiguiendo entradas para recorrer la Casa Blanca. Su entrevistadora, la agente especial adjunta a cargo Carol Finnerty, una conocida de la universidad, lo considera no calificado para el trabajo.
Una bomba detona en el Capitolio de los Estados Unidos, lo que provoca el cierre de Washington D. C. Finnerty escolta a Raphelson a un centro de comando subterráneo en el Pentágono, mientras el vicepresidente Alvin Hammond es llevado a bordo del Air Force One. Un equipo paramilitar liderado por el exagente de la Fuerza Delta Emil Stenz se infiltra en la Casa Blanca, mata a varios agentes del Servicio Secreto y toma el edificio. El grupo de turistas es tomado como rehén en la Habitación Azul por el nacionalista blanco Carl Killick, pero Cale escapa para buscar a Emily, quien fue separada del resto del grupo de turistas. El jefe saliente del destacamento presidencial, Martin Walker, lleva a Sawyer al PEOC debajo de la biblioteca de la Casa Blanca. Dentro, Walker mata al equipo de Sawyer, revelándose como el líder del ataque. Aparentemente, Walker busca venganza contra Sawyer por una misión fallida en Irán que mató a su hijo marine hace un año. Cale mata a un mercenario, le quita su arma y su radio, y rescata a Sawyer después de escuchar a Walker.
Walker trae al ex analista de la NSA Skip Tyler para hackear el sistema de defensa del PEOC, pero necesitaba a Sawyer para activar el balón nuclear. Killick atrapa a Emily filmando a los intrusos con su teléfono y la toma como rehén. Cale y Sawyer contactan con la estructura de comando a través de un teléfono satelital codificado en la residencia e intentan escapar a través de un túnel secreto, pero encuentran la salida llena de explosivos. Se escapan en la limusina presidencial, pero son perseguidos por Stenz y se estrellan en la piscina de la Casa Blanca. Con Sawyer y Cale presuntamente muertos, se invoca la Enmienda 25 y Hammond es juramentado como presidente. Cale y Sawyer, aún vivos, se enteran de que Hammond ha ordenado una incursión aérea para retomar la Casa Blanca. A pesar de las protestas de Cale, los mercenarios derriban los helicópteros con misiles Javelin. Al enterarse de la identidad de Emily a partir del video, Stenz la lleva ante Walker en la Oficina Oval. Al hackear NORAD, Tyler lanza un misil guiado por láser al Air Force One desde Piketon, Ohio, matando a Hammond y a todos a bordo. Raphelson presta juramento como presidente y ordena un ataque aéreo contra la Casa Blanca.
Sawyer se entrega para salvar a Emily. Walker, culpando a Irán por la muerte de su hijo, exige que Sawyer use el balón para lanzar misiles nucleares contra varias ciudades iraníes. Cale prende fuego a varias habitaciones como distracción. Tyler, sin darse cuenta, activa los explosivos del túnel mientras intenta escapar y es vaporizado. Cale mata a la mayoría de los mercenarios y libera a los rehenes, uno de los cuales golpea a Killick. Cale pelea con Stenz y lo hace estallar con un cinturón de granadas. Sawyer ataca a Walker, pero en la pelea, Walker usa la huella de la mano de Sawyer para activar el balón y le dispara a Sawyer. Antes de que Walker pueda finalmente lanzar los misiles, Cale estrella un Chevrolet Suburban reforzado contra la Oficina Oval y lo mata con la mini-ametralladora del auto. Emily sale corriendo y saluda a los aviones de combate que se aproximan con una bandera presidencial, y el piloto principal del ataque aéreo aborta el ataque. Sawyer sobrevive gracias a un reloj de bolsillo que perteneció a Abraham Lincoln y que detuvo la bala de Walker.
Con la ayuda de Finnerty, Cale se da cuenta de que Raphelson era cómplice de Walker, habiendo actuado a instancias del corrupto complejo militar-industrial. Creyendo que Sawyer está muerto y que nunca le creerán a Cale, Raphelson es engañado para que confiese y es arrestado por traición. Sawyer nombra a Cale su nuevo agente especial y lo lleva a él y a Emily en un recorrido aéreo por DC en el Marine One. Durante la gira, Sawyer recibe la noticia de que otras naciones han aceptado su acuerdo de paz después de enterarse de los acontecimientos en la Casa Blanca, pidiendo el fin de todas las guerras.

## Elenco
- Channing Tatum como John Cale, un Oficial de Policía del Capitolio.[2]
- Jamie Foxx como James Sawyer, el Presidente de los Estados Unidos.[3]
- Maggie Gyllenhaal como Carol Finnerty, una agente del Servicio Secreto.[4]
- Jason Clarke como Emil Stenz, el líder de los mercenarios que invaden la Casa Blanca.[5]
- Richard Jenkins como Eli Raphelson, el Presidente de la Cámara de Representantes de Estados Unidos.[6]
- Joey King como Emily Cale, hija de John Cale.[7]
- James Woods como Martin Walker.[8]
- Garcelle Beauvais como la primera dama de los Estados Unidos.[9]
- Falk Hentschel como Motts, amigo de Stenz y miembro de los mercenarios que invaden la Casa Blanca.
- Kevin Rankin como Carl Killick, un nacionalista blanco sociópata y uno de los secuaces de Stenz.
- Lance Reddick como el coronel Janowitz.[10]
- Rachelle Lefevre como Melanie, la exesposa de John Cale[11]
- Michael Murphy como vicepresidente Alvin Hammond.[12]
- Jimmi Simpson como Skip Tyler, un ex analista de ciberseguridad de la NSA convertido en hacker y especialista técnico entre los atacantes de la Casa Blanca.
- Barbara Williams como Muriel Walker, la esposa de Walker.
- Nicolas Wright como Donnie Donaldson, guía de turistas de la Casa Blanca.
- Jackie Geary como Jenna Bydwell, asistente de Hammond y confidente de confianza de Cale.
- Andrew Simms como Roger Skinner, un periodista sórdido y comentarista político de derecha que critica a Sawyer en su programa.
- Vincent Leclerc como Ryan Todd, agente del Servicio Secreto.
- Anthony Lemke como el capitán Paul Hutton.
- Kyle Gatehouse como Conrad Cern, el socio de Killick, que bombardea la rotonda del Capitolio como distracción para los mercenarios.
- Patrick Sabongui como Bobby, el mejor amigo de Stenz durante diez años y miembro de su grupo de mercenarios que invaden la Casa Blanca.

## Producción
White House Down está dirigida por Roland Emmerich y escrita por James Vanderbilt, quien también es uno de los productores de la película. Sony Pictures compró el guion especulativo de Vanderbilt en marzo de 2012 por $3 million, en lo que The Hollywood Reporter llamó "una de las mayores ventas especulativas en mucho tiempo". La revista dijo que el guion era similar "tonal y temáticamente" a las películas Duro de matar (1988) y Air Force One (1997).  En abril del año siguiente, Sony contrató a Roland Emmerich como director.  Emmerich comenzó a filmar en julio de 2012 en La Cité Du Cinéma en Montreal, Quebec, Canadá.  La directora de fotografía Anna Foerster filmó la película con cámaras digitales Arri Alexa Plus.
En 2012, Sony compitió con Millennium Films, que estaba produciendo Olympus Has Fallen (también sobre una toma de control de la Casa Blanca) para completar el casting y comenzar el rodaje. 

## Estreno
El estreno de White House Down estaba previsto originalmente para el 1 de noviembre de 2013, pero se adelantó al 28 de junio de 2013.  La película se estrenó en DVD y Blu-ray el 5 de noviembre de 2013. 

## Recepción

### Crítica
En el agregador de reseñas Rotten Tomatoes, la película tiene un índice de aprobación del 51% basado en 204 reseñas, con una calificación promedio de 5,40/10. El consenso crítico del sitio web dice: "White House Down se beneficia de la química de los protagonistas, pero el director Roland Emmerich ahoga la película con clichés narrativos y acción editada de manera entrecortada".  En Metacritic, la película tiene una puntuación media ponderada de 52 sobre 100, basada en 43 críticos, lo que indica "críticas mixtas o promedio".  El público encuestado por CinemaScore le dio a la película una calificación promedio de "A−" en una escala de A+ a F. 
Roth Cornet de IGN le dio a la película una puntuación de 6.5/10, concluyendo: "White House Down es una repetición bastante tonta del territorio de películas de acción previamente trilladas, pero si estás dispuesto a reírte con ella (o incluso de ella), puede ser una experiencia muy entretenida".  Andrew Chan del Círculo de Críticos de Cine de Australia escribió: "No estoy completamente seguro de si debería estar feliz o triste por haberme reído cuando alguien recibió un disparo o una bomba, pero así es como se desarrolla la película".  Mark Kermode de The Observer le dio a la película 3/5 estrellas, escribiendo que "al menos tiene la buena gracia de reírse de sí misma mientras presenta los clichés tontos de las películas de acción".  Shubhra Gupta de The Indian Express le dio a la película 2,5/5 estrellas, escribiendo: "El problema es que dura demasiado. Tiene varios momentos culminantes, pero cada vez que estás listo para la salida, la película se recupera de nuevo para la siguiente ronda".  Peter Bradshaw de The Guardian le dio a la película 2/5 estrellas, diciendo que "no se ofrecen emociones reales -dependientes de un peligro real y creíble-: solo un espectáculo alegremente absurdo y un poco de humor". 

### Taquilla
White House Down recaudó 73,1 millones de dólares en Estados Unidos y 132,3 millones de dólares a nivel internacional, para un total bruto de 205,4 millones de dólares, frente a un presupuesto de 150 millones de dólares. 
La película recaudó 24,8 millones de dólares en América del Norte durante su primer fin de semana, por debajo de las expectativas y terminando en cuarto lugar en taquilla. 